# Tracey Mann

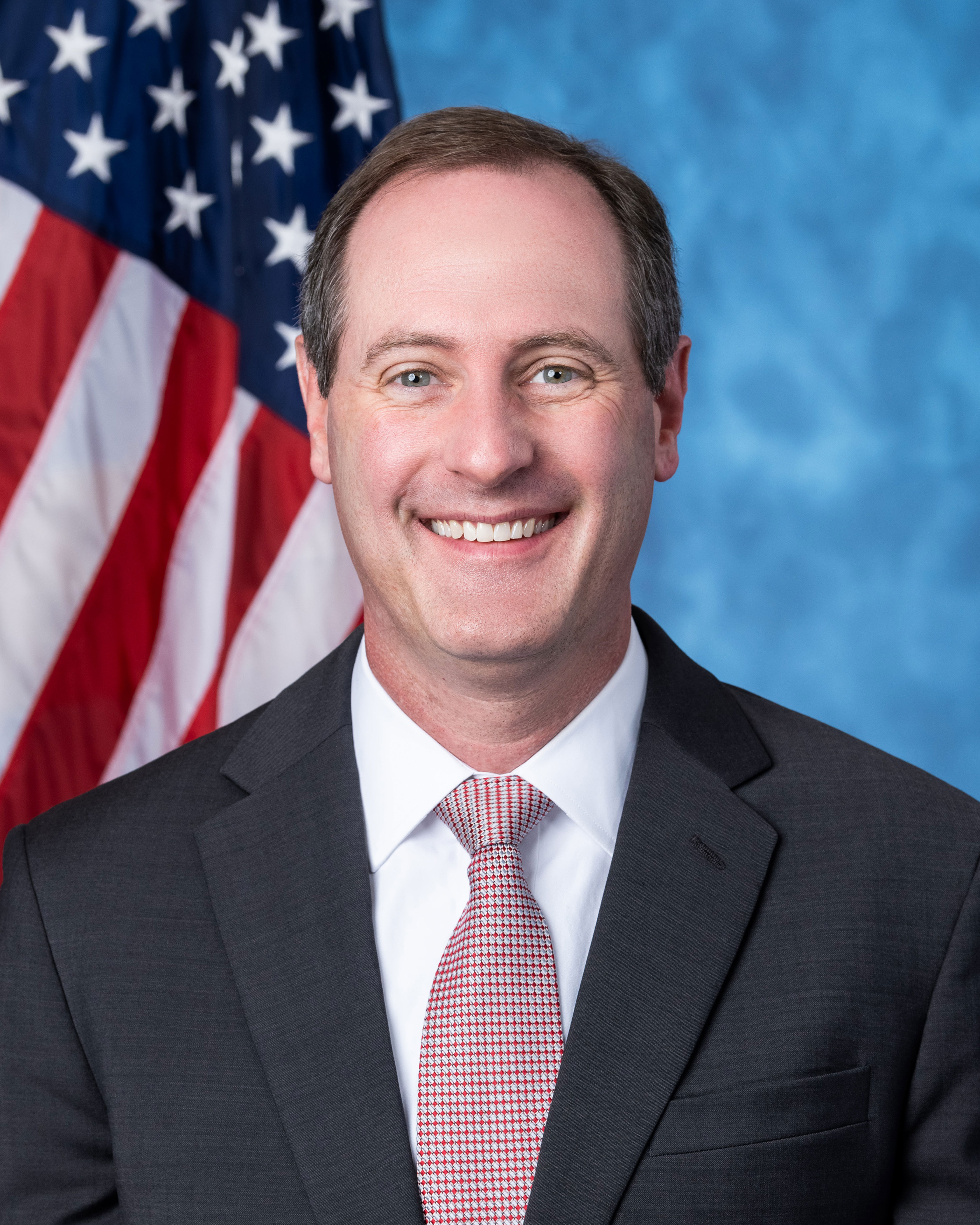
Tracey Mann (2020)

Tracey Robert Mann (* 17. Dezember 1976 in Quinter, Kansas) ist ein US-amerikanischer Politiker (Republikanische Partei). Er ist seit dem 3. Januar 2021 Abgeordneter für den Bundesstaat Kansas im Repräsentantenhaus der Vereinigten Staaten. Vom 14. Februar 2018 bis zum 14. Januar 2019 war Mann der 50. Vizegouverneur dieses Bundesstaates.

## Leben
Tracey Mann wuchs auf einer Farm in Quinter im ländlichen Bundesstaat Kansas auf. Nach seinem Schulabschluss studierte er Agrarökonomie an der Kansas State University. Während des Studiums absolvierte er unter anderem ein Praktikum bei Jerry Moran, der zu dieser Zeit für Kansas im Repräsentantenhaus der Vereinigten Staaten saß. Seit 2002 arbeitet Mann als Immobilienmakler. Er ist verheiratet, hat vier Kinder und lebt in Salina. Zudem besitzt er eine Farm in Quinter.

## Politische Karriere

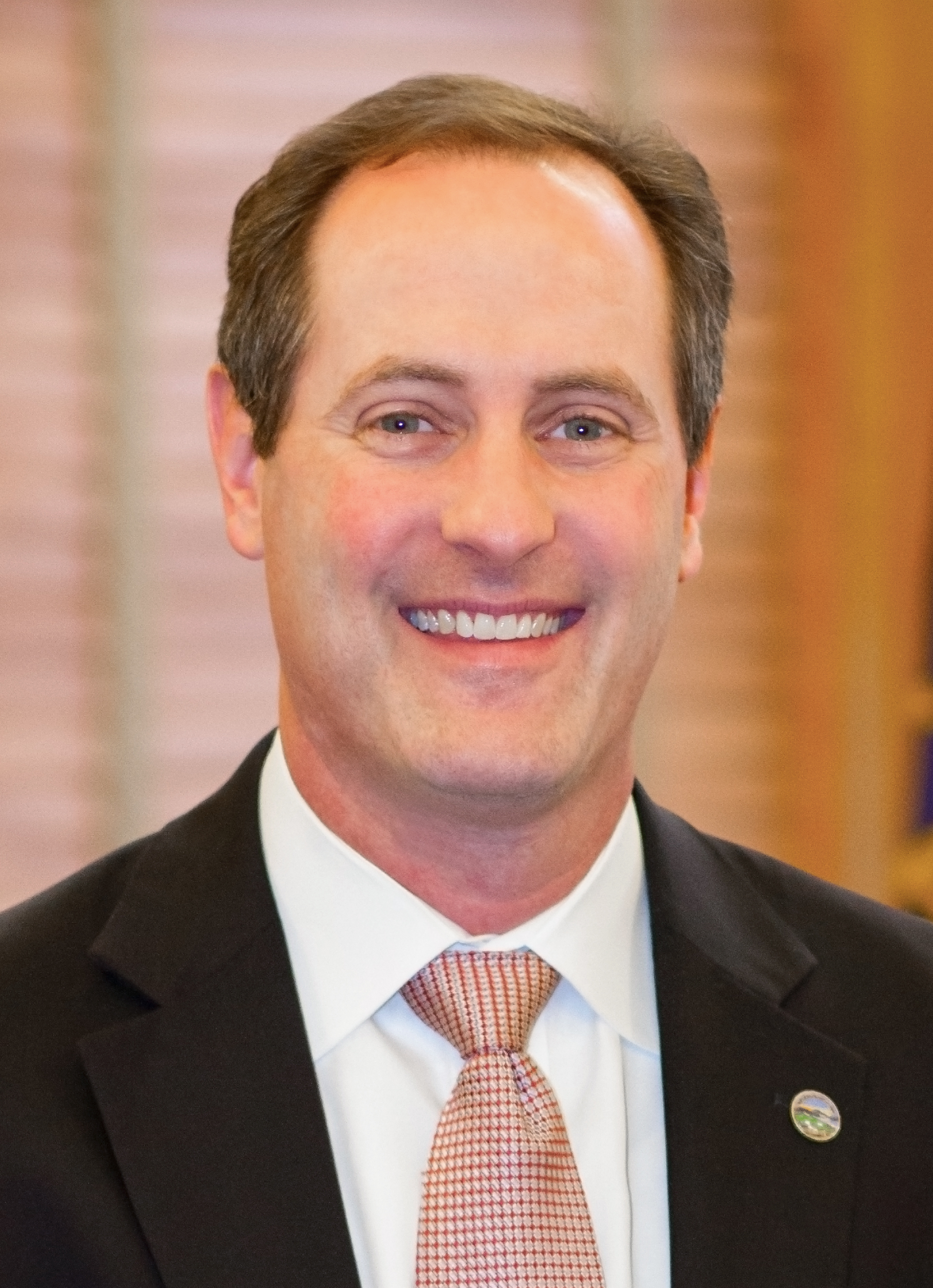
Tracey Mann während seiner Zeit als Vizegouverneur von Kansas (2018)

2010 bewarb Tracey Mann sich um einen Sitz im Kongress von Kansas, scheiterte jedoch bereits in der republikanischen Vorwahl an Tim Huelskamp. Ende Januar 2018 gab der damalige Gouverneur von Kansas, Sam Brownback, sein Amt ab, wodurch der damalige Vizegouverneur Jeff Colyer in diese Position nachrückte. Am 14. Februar 2018 ernannte Colyer seinen Unterstützer Mann zum neuen Vizegouverneur. Bei den Gouverneurswahlen 2018 kandidierte Tracey Mann für das Amt des Vizegouverneurs, schied aber in der Vorwahl gegen Wink Hartmann aus.
Im September 2019 gab Tracey Mann seine Kandidatur für die Kongresswahlen in Kansas im November 2020 bekannt. Am 4. August 2020 konnte er die parteiinterne Vorwahl für sich entscheiden, bevor er sich bei den Wahlen zum Repräsentantenhaus der Vereinigten Staaten am 3. November 2020 gegen die Demokratin Kali Barnett durchsetzte. Im Repräsentantenhaus trat er am 3. Januar 2021 die Nachfolge von Roger Marshall an, der in den Senat gewählt wurde. Bei der Vorwahl zur folgenden Kongresswahl 2022 hatten weder Mann noch der Demokrat James Beard Gegenkandidaten. In der Hauptwahl setzte sich Mann mit 67,7 % gegen Beard durch. 2024 wurde er in der Vorwahl durch Eric Bloom herausgefordert und setzte sich mit 87,6 % durch. In der Hauptwahl zum 118. Kongress gewann er im November 2024 gegen den Demokraten Paul Buskirk mit 69,1 %.
Manns aktuelle Legislaturperiode dauert noch bis zum 3. Januar 2027.

### Positionen
Tracey Mann gilt politisch als äußerst konservativer Hardliner. Er ist Abtreibungsgegner und spricht sich gegen die Finanzierung von Abtreibungen durch Steuergelder aus. Mann ist Mitglied der National Rifle Association. Aufgrund seiner eigenen Jugend auf einer Farm setzt Mann sich für die Rechte von Landwirten ein. Zudem befürwortet er eine finanzielle Unterstützung zur Stärkung des ländlichen Raumes. Tracey Mann ist Anhänger Donald Trumps und unterstützt dessen Pläne zum Bau einer Mauer an der Grenze zu Mexiko, um den Menschen- und Drogenhandel einzudämmen. Er spricht sich stattdessen für ein staatlich unterstütztes Gastarbeiterprogramm in der Landwirtschaft aus.
Tracey Mann ist ein sogenannter „birther“ und unterstützt als solcher die Verschwörungstheorie, Barack Obama sei nicht in den Vereinigten Staaten geboren worden und hätte somit nie das Amt des US-Präsidenten antreten dürfen. Während seiner Kandidatur für den Kongress des Bundesstaates Kansas sagte Mann in einem Radiointerview „I think the president of the United States needs to come forth with his papers and show everyone that he’s an American citizen and put this issue to bed once and for all.“ („Ich denke, der Präsident der Vereinigten Staaten sollte seine Geburtsurkunde herausrücken und allen zeigen, das er amerikanischer Staatsbürger ist und das Thema somit ein für alle Mal beenden.“) Die Zeitung The Hutchinson News, die bis dahin überwiegend wohlwollend über Mann berichtet hatte, zog daraufhin ihre Wahlkampfunterstützung zurück, da Mann „die Staatsbürgerschaft Obamas trotz unwiderlegbarer Beweise“ anzweifele. Bereits vor Manns Aussage hatte das Secretary of State des Bundesstaates Hawaii die Geburtsurkunde Obamas öffentlich zugänglich gemacht. Tracey Mann bezeichnete seine Aussagen daraufhin als „missverständlich“. Er bezeichnet sich selbst nicht als „birther“.
Nach der Präsidentenwahl 2020 sagte Mann Gelder zu, um Donald Trumps Prozesse gegen das Wahlergebnis zu unterstützen. Vor dem Sturm auf das Kapitol und Zertifizierung des Ergebnisses der Präsidentenwahl 2020 am 6. Januar 2021 gab Mann zusammen mit Senator Roger Marshall und den Kongressabgeordneten Ron Estes und Jake LaTurner bekannt, dass sie gegen die Bestätigung von Joe Biden stimmen würden. Es habe in anderen Bundesstaaten zu viele Unstimmigkeiten und Gesetzesverstöße gegeben, so die Politiker.